# Högbo bruk

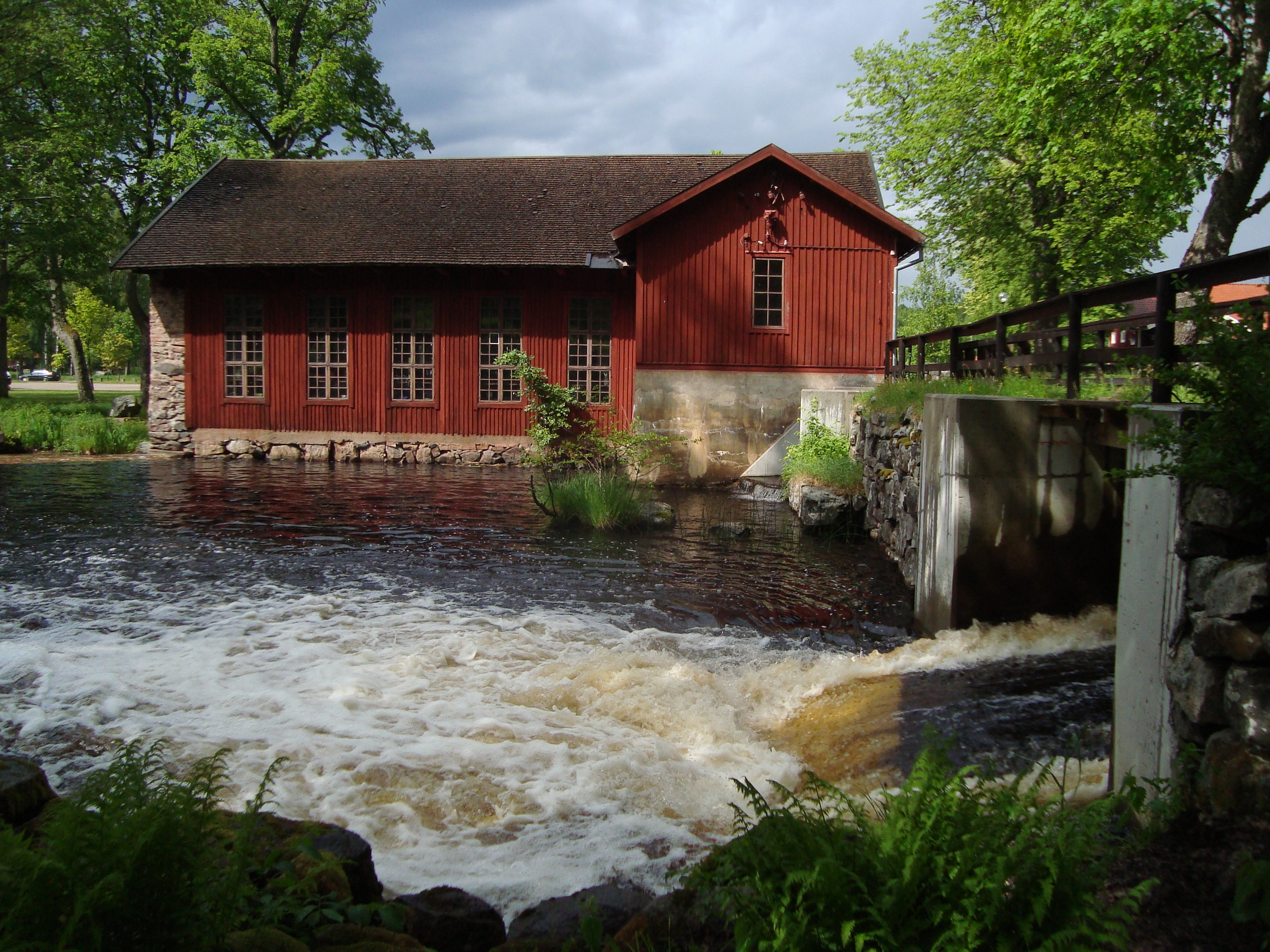
Övre hammaren.

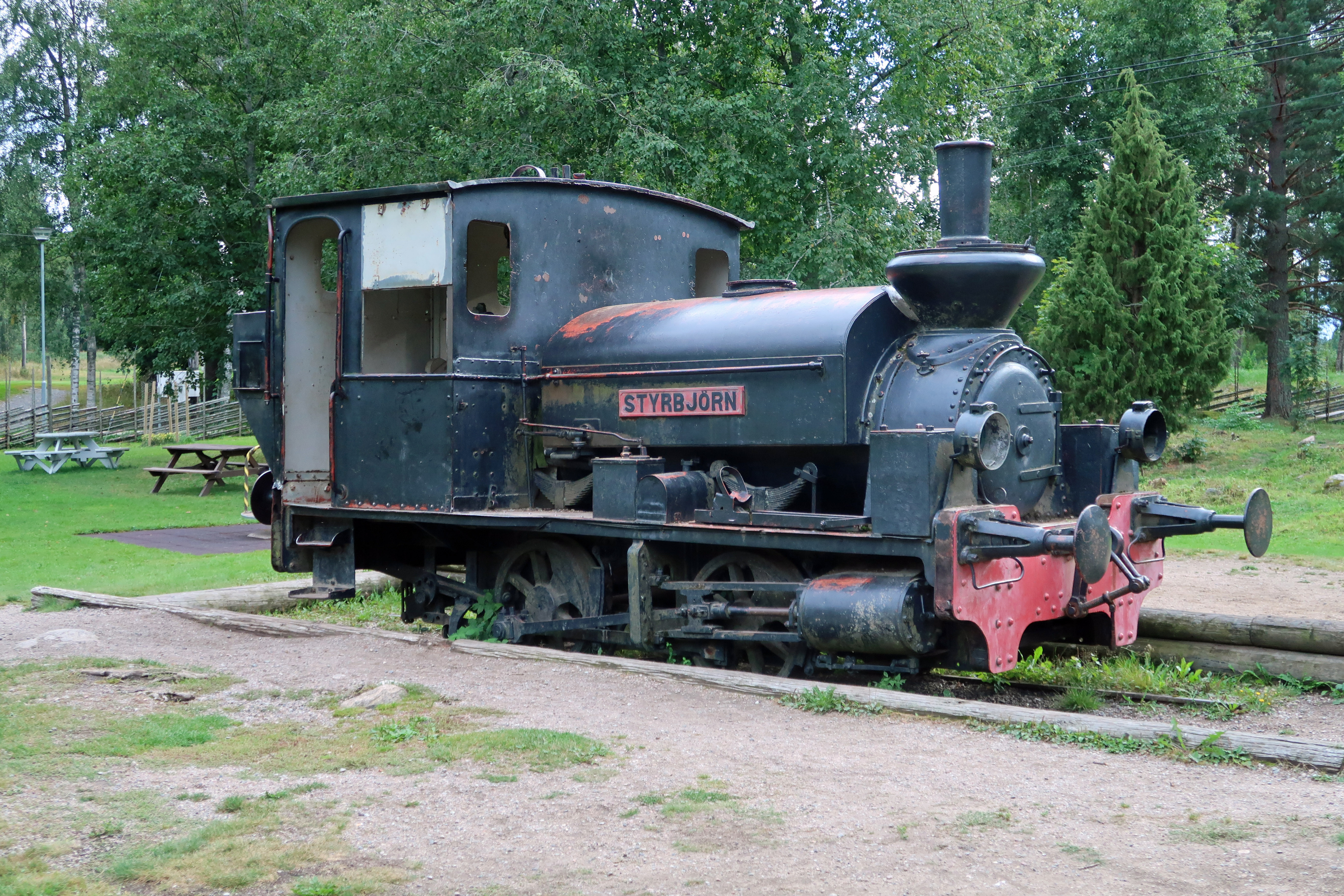
"Styrbjörn", ånglok uppställt på Högbo bruk sedan 1960. Användes på Sandvikens järnverk 1890-1956.

Högbo bruk är ett gammalt järnbruk beläget i Högbo, i Sandvikens kommun, Gästrikland. Det var lokala bönder som lät uppföra det 1634. Utbyggnaden till ett riktigt järnbruk började på 1650-talet, då Olof Larsson och Jacob Andersson Höök lät anlägga en hammarsmedja.
Göran Fredrik Göransson köpte 1857 20% av Henry Bessemers patent för bessemermetoden. Året därpå lyckades Göransson framställa stål enligt denna metod i Edske masugn. Stålet från masugnen smiddes i Högbos hammare.
1862 bildades Högbo Stål och Jernverks AB, i vilket flera bruk i Gästrikland och Dalarna ingick. Samma år påbörjades bygget av Sandvikens järnverk, som sedan tog över Högbos tillverkning. 1866 gick Högbo Stål och Jernverks AB i konkurs. En del byggnader flyttades från Högbo till Sandviken, men mycket blev förvarat och var oförändrat till 1945 då Sandvikens stad köpte bruket.
Idag är Högbo bruk ett populärt rekreationsområde och erbjuder en rad olika aktiviteter i naturskön bruksmiljö, det finns mountainbikebanor i skogen sommartid och skidspår för längdskidåkning vintertid. Det finns möjlighet till kanot-paddling i den närliggande sjön Öjaren och även en hel del andra friskvårdsaktiviteter erbjuds, såsom klättring i äventyrsbanor eller möjlighet att bara promenera på ett av promenadstråken.